# Hegang
Hegang (forenklet kinesisk: 鹤岗; traditionel kinesisk: 鶴崗; pinyin: Hègǎng; Wade-Giles: Hò-kǎng) er en kinesisk by på præfekturniveau i provinsen Heilongjiang i den nordlige del af Kina. Befolkningen er på 1,11 millioner indbyggere, og præfekturet har et areal på 14.784 km2.

## Administrative enheder
Hegang bypræfektur har jurisdiktion over 6 distrikter (区 qū) og 2 amter (县 xiàn).
| Kort             | Kort      | Kort   | Kort         | Kort                   | Kort        | Kort      |
| ---------------- | --------- | ------ | ------------ | ---------------------- | ----------- | --------- |
| Kort over Hegang |           |        |              |                        |             |           |
| #                | Navn      | Hanzi  | Pinyin       | Befolkning (2003 est.) | Areal (km²) | Indb./km² |
| Distrikter       |           |        |              |                        |             |           |
| 1                | Xingshan  | 兴山区 | Xìngshān Qū  | 50 000                 | 27          | 1 852     |
| 2                | Xiangyang | 向阳区 | Xiàngyáng Qū | 100 000                | 9           | 11 111    |
| 3                | Gongnong  | 工农区 | Gōngnóng Qū  | 160 000                | 11          | 14 545    |
| 4                | Nanshan   | 南山区 | Nánshān Qū   | 130 000                | 30          | 4 333     |
| 5                | Xing'an   | 兴安区 | Xīng'ān Qū   | 150 000                | 27          | 5 555     |
| 6                | Dongshan  | 东山区 | Dōngshān Qū  | 90 000                 | 4 575       | 20        |
| Amter            |           |        |              |                        |             |           |
| 7                | Luobei    | 萝北县 | Luóběi Xiàn  | 230 000                | 6 761       | 34        |
| 8                | Suibin    | 绥滨县 | Suíbīn Xiàn  | 190 000                | 3 344       | 57        |

## Erhvervsliv
Hegang er centrum i et af Kinas vigtigste kulområder med en anslået produktion på ca. 10 mill. ton i året.

## Trafik
Kinas rigsvej 201 begynder i Hegang og fører via blandt andet Mudanjiang og Dandong mod syd til Liaodonghalvøen og Lüshunkou/Dalian.

## Eksterne Henvisninger
- Artikel i Store Norske Leksikon

47°18′50″N 130°16′19″Ø / 47.31389°N 130.27194°Ø